# Studsmatta

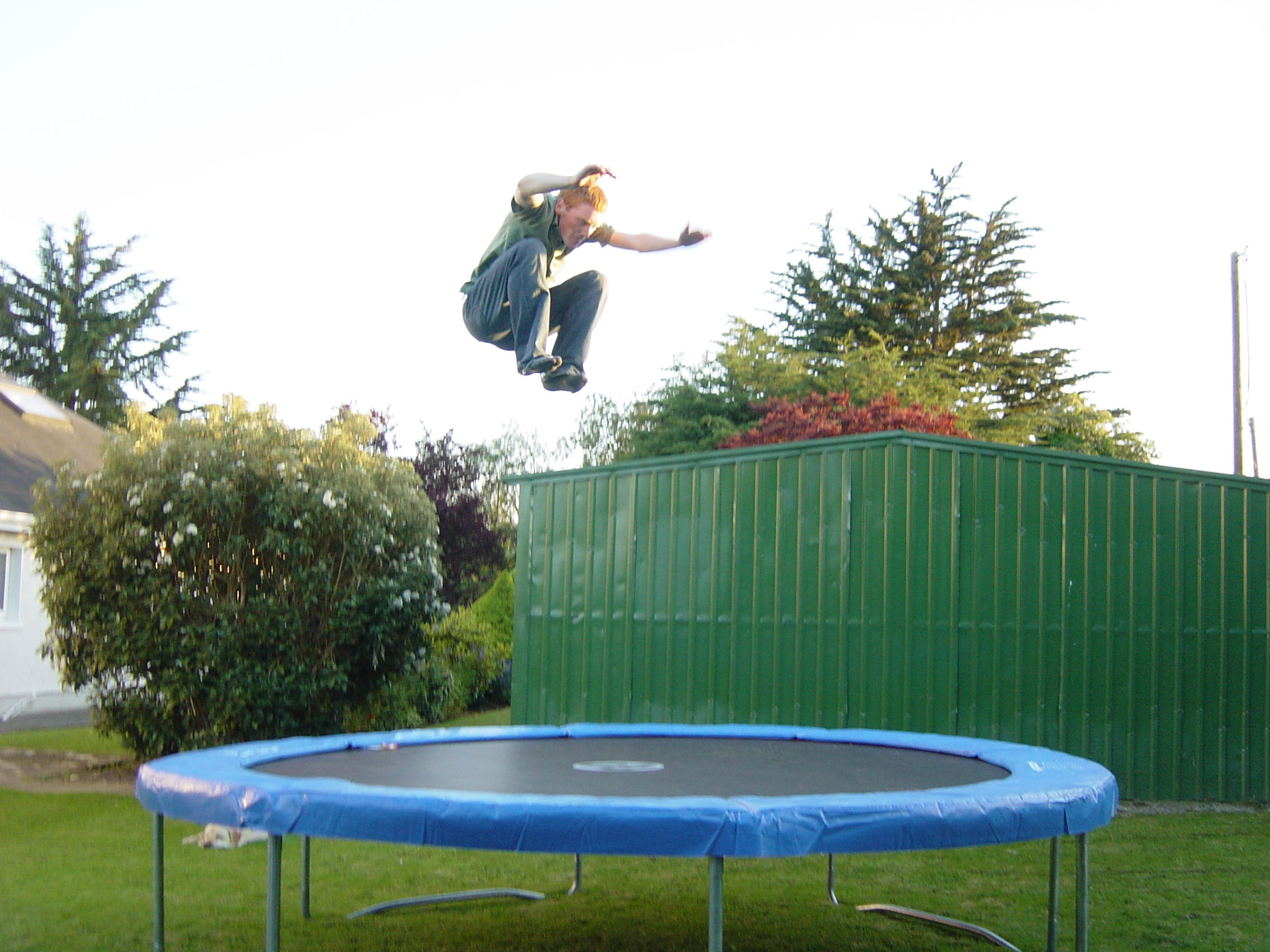
En typisk studsmatta för privat bruk. En stor fluga på senare år.

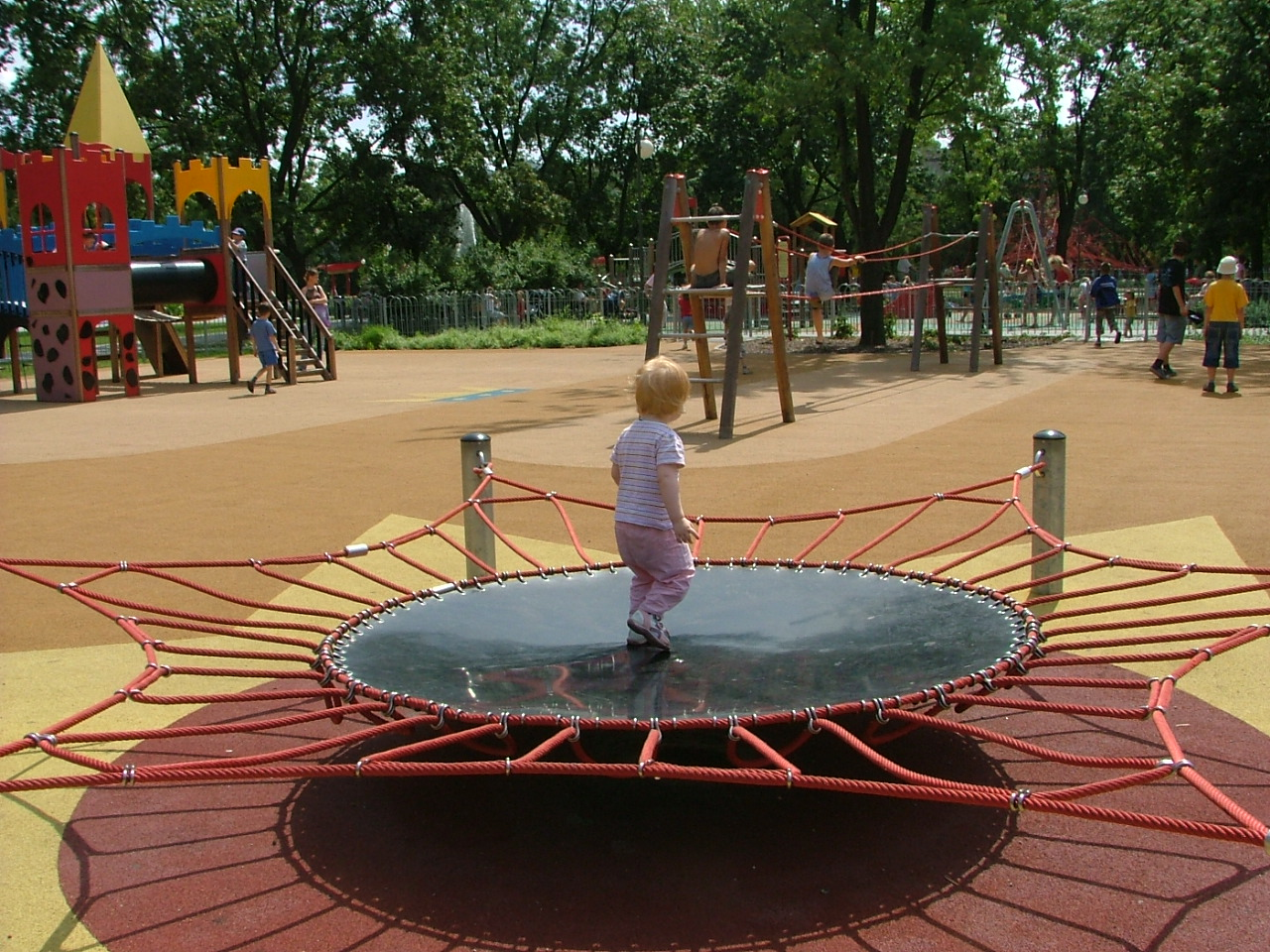
En studsmatta i en park i Polen.

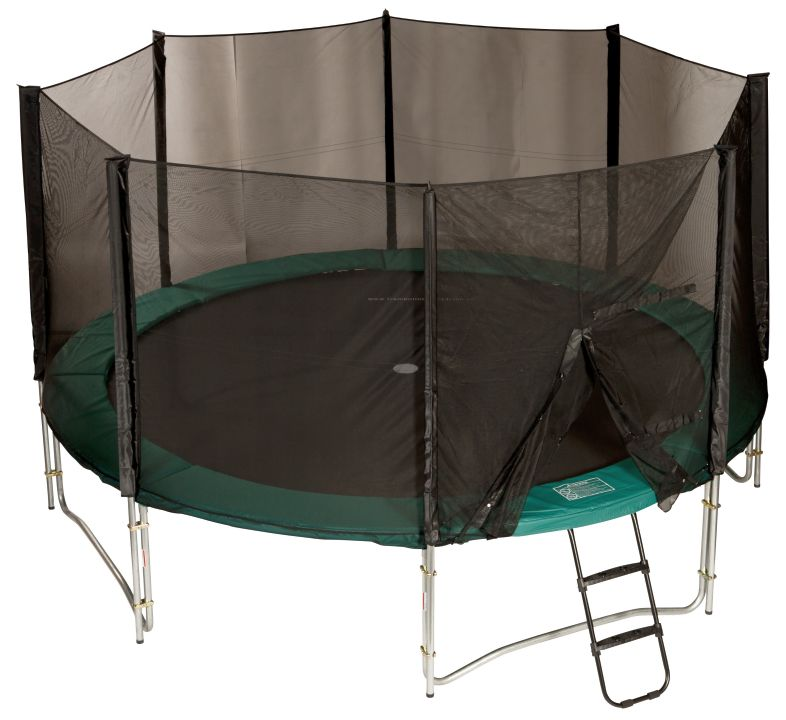
Studsmatta med skyddsnät

En studsmatta eller trampolin är gjord av ett elastiskt material och/eller fjädring som tillåter användaren att få en hög höjd i sina hopp. Den är ofta rund, i varierande storlek och används ofta som leksak, gymnastikredskap eller på cirkusar.

## Studsmattas delar
Hoppduken
Generellt kan man säga att många kantsömmar är ett säkert tecken på en hållbar duk med starka fästpunkter. Om fästpunkterna går sönder brukar det bero på dåliga eller för få sömmar men det är ett sällsynt problem. På lite dyrare studsmattor är materialet i duken ofta UV-skyddad polypropylenväv som är ett starkt, åldringsbeständigt och helt underhållsfritt material. Det är slätt och snällt mot bar hud. Billigare studsmattor har ofta en enklare typ av väv med en grövre yta som lätt ger brännmärken på huden. Hoppdukens storlek påverkar också studsen.
Kantskydd
Kantskyddet är studsmattans viktigaste del när det gäller säkerhet. Det skall täcka ramen och fjädrarna helt, och ligga kvar ordentligt när man hoppar. Kantskyddet är dyrt att tillverka, därför prutas det ofta på kvaliteten. Många billiga studsmattor har polyuretan-skum med öppna celler som fyllning. Det är för mjukt för att ge tillräcklig stötabsorption. Dessutom är yttermaterialet inte UV-skyddat, solen förstör kantskyddet på ca två år och man får köpa ett nytt.
Ramen
Ramen spelar en viktig roll. En ram skall vara stabil och gjord av galvaniserade stålrör. Är ramen lätt beror det på att man snålat på godstjockleken i den. Ramar brukar generellt inte gå sönder, men tunna ramar kan deformeras efter en tids användning. 1,5 - 3,2mm godstjocklek är bra. En tyngre ram gör också studsmattan stabilare att hoppa på. Svetsfogarna mellan ben och ring brukar vara ramarnas svaga punkt både vad gäller hållbarhet och rost. På billiga studsmattor slarvar man ofta med svetsningen och rostskyddet, vilket straffar sig.
Fjädrarna
I stort kan man säga att
- Korta och få fjädrar ger en kort och stum/hård studs.
- Långa och många fjädrar ger en “djupare” studs med mer spänst i.

Samtidigt är det inte så enkelt. Beroende på vilken vikt den som hoppar har krävs olika sorters fjädrar för optimal studs. En studsmatta med 88 lite kortare fjädrar kan ge ett barn en djupare och bättre studs än en studsmatta med 104 st långa fjädrar. Viktigt är alltså att veta vilken vikt studsmattan är optimerad för. De flesta gillar en djup studs med spänst i, den är skonsammare för kroppen eftersom rörelserna blir mjukare. Fjädrarna skall vara galvaniserade så de inte rostar. Behöver de bytas beror det nästan alltid på överbelastning (dvs. för många personer hoppar samtidigt) eller i sällsynta fall vid tunga landningar på en fjäderinfästning.

## Säkerhet
Av en studsmatta får man motion men en viss skaderisk finns och en studsmatta kan orsaka skador som till exempel utslagna tänder, benbrott och hjärnskakning vid oaktsamhet. I Sverige skadade sig 2012 cirka 6 000 barn till följd av olyckor med studsmatta. De flesta skadorna skedde i åldrarna fem till tio år.
Man bör hålla barn under uppsikt. Enligt EU-regler måste alla studsmattor säljas med ett tillhörande skyddsnät. Den törsta skaderisken är när två personer hoppar samtidigt och särskilt om det är en tyngre person och ett lättare barn, därför råds man att hoppa en i taget på studsmatta. Studsmattor bör stå på plan mark, placerad långt från träd och hårda föremål.